# استرپوله
استرپوله (به لهستانی:  Esterpole) یک روستا در لهستان است که در گمینا برودنگتسا (استان لهستان بزرگ‌تر) واقع شده‌است. استرپوله ۱۰۰ نفر جمعیت دارد.